# National Gallery of Victoria
La National Gallery of Victoria (NGV) è il più antico e più importante museo d'arte di Melbourne ed uno dei più prestigiosi dell'Australia. Fondato nel 1861 sulla scia delle grandi collezioni pubbliche inglesi, dal 2003 è articolato in due sezioni: NGV Australia e NGV International. Il museo ha in collezione più di 60.000 opere ed oggetti, riferibili a molte culture ed epoche differenti.

## Storia
Gran parte della collezione internazionale nacque in seguito ad acquisti statali e donazioni, come quella del legato di Alfred Felton (1904), che comprendeva 15.000 opere tra pittura, scultura e arti applicate.
La sede storica della NGV si trova sulla St. Kilda Road, nelle vicinanze del fiume Yarra e venne inaugurata nel 1968, a completamento della prima fase del Victoria arts Center, un gruppo di edifici destinati a attività culturali dei quali fa parte anche l'Hamer Hall e l'Arts Centre.
L'edificio ospitò l'intera collezione d'arte statale fino al 1999, quando venne chiusa per il riordino durante la costruzione della nuova sede per la collezione aborigena, delle Isole dello stretto di Torrens e di artisti australiani. La ristrutturazione, ad opera dell'architetto Mario Bellini, costò un importo complessivo di 168 milioni di dollari australiani. Nel 2003 la NGV International riaprì la sede storica con una collezione di arte europea, asiatica, americana e oceanica, per un totale di circa 39.000 oggetti.

## Collezioni

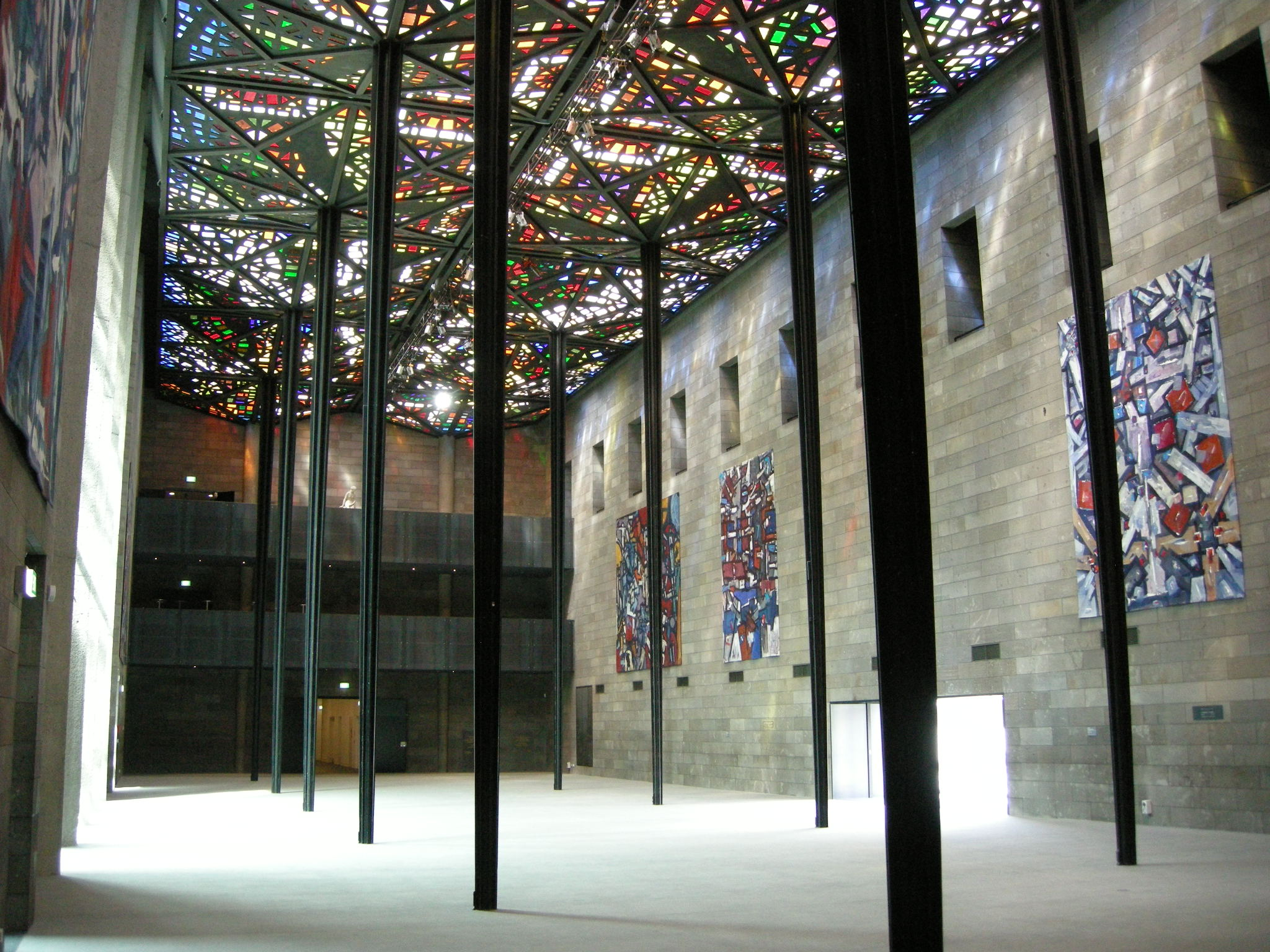
La Great Hall, NGV International

### NGV International
Nella NGV International la sezione di arte antica ha collezioni di arte dell'Antico Egitto, della Grecia antica, di Roma, di arte precolombiana, oltre ad alcune sale dedicate all'arte primitiva oceanica, con pezzi databili al XIX e XX secolo.
La sezione dei Disegni e delle stampe possiede circa 16.000 esemplari. La collezione di pittura occidentale spazia dal 1200 all'arte contemporanea, con un'ottima copertura soprattutto dell'arte britannica, ma notevoli collezioni anche di arte olandese, italiana e di area germanica. Tra le opere di autori italiani sono rappresentati Agnolo Gaddi, il Sassetta, Paolo Uccello (San Giorgio e il drago), Dosso Dossi (Ritratto di Lucrezia Borgia), Paolo Veronese, Giambattista Pittoni (Maria Maddalena), Tintoretto, Marco Palmezzano, Luca Giordano, Giovanni Battista Tiepolo, Pompeo Batoni, Bernardo Bellotto, Amedeo Modigliani e altri. Tra gli artisti internazionali figurano Jan van Eyck, Hans Memling (Vergine che mostra il Cristo dolente) Nicolas Poussin, Rembrandt, Rubens, ecc.
L'arte asiatica ha pezzi provenienti da molti paesi, dalla Cina al Gandhara, dal Giappone alla Cambogia khmer.
Altre sezioni riguardano il design, la moda e i tessuti, la fotografia e, soprattutto gli oggetti d'arte, che documenta la storia dell'arredamento, della maiolica, della porcellana e del vetro dal XV al XX secolo.

### NGV Australia
La NGV Australia, ospitata nell'Ian Potter Center, venne progettata dal 1997 e aperta nel novembre 2002. Contiene 25.000 opere tra dipinti, arti decorative, fotografie, stampe, sculture, capi di moda, tessuti e gioielli. La storia dell'arte australiana è illustrata dal periodo coloniale all'arte contemporanea, con numerosi pezzi anche della Heidelberg School. 
Una delle opere contemporanee più note è di Olive Cotton, con il suo Sunbaker del 1937.

## Galleria d'immagini

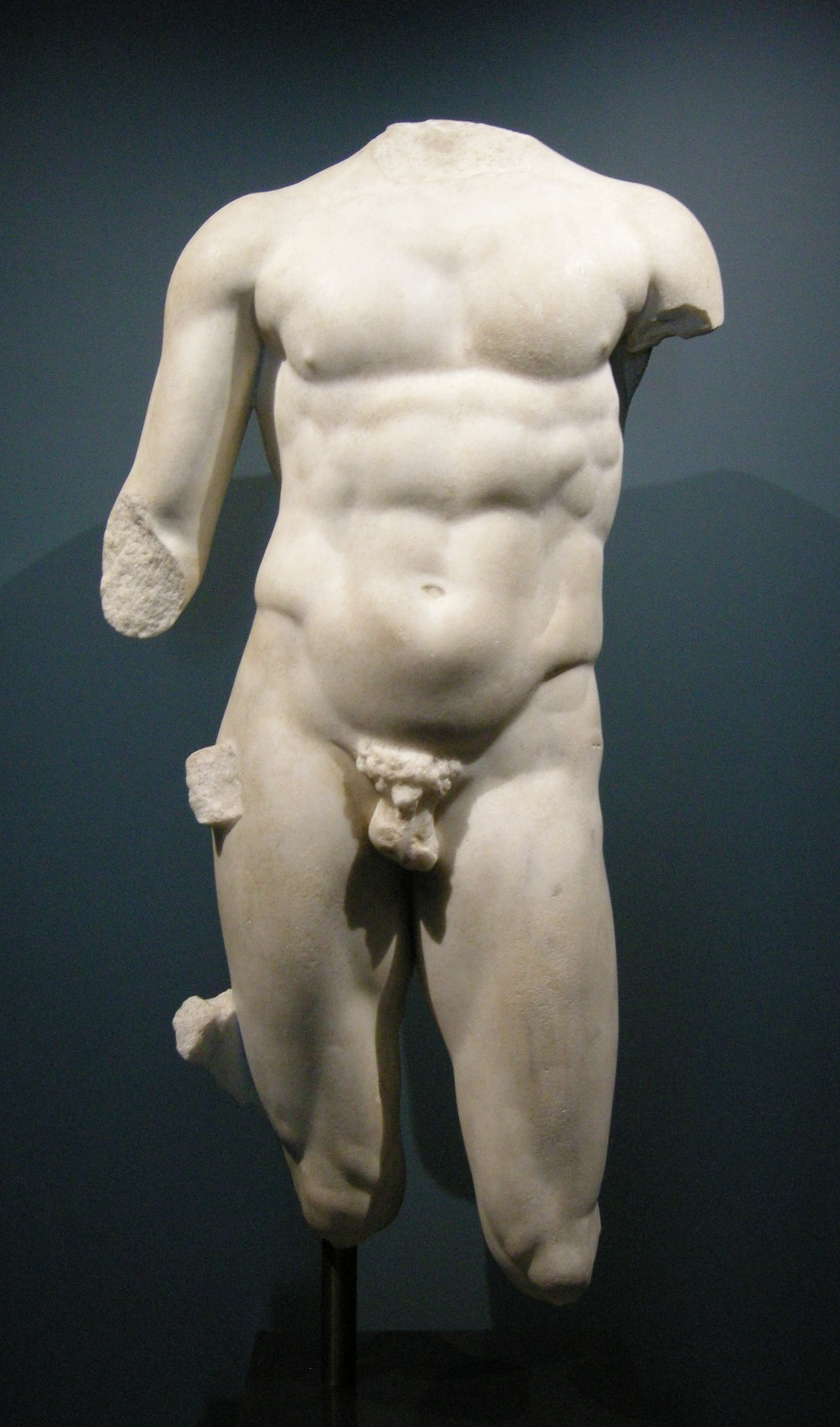
Grecia o Italia, Torso di atleta (I secolo a.C.-I secolo d.C.)
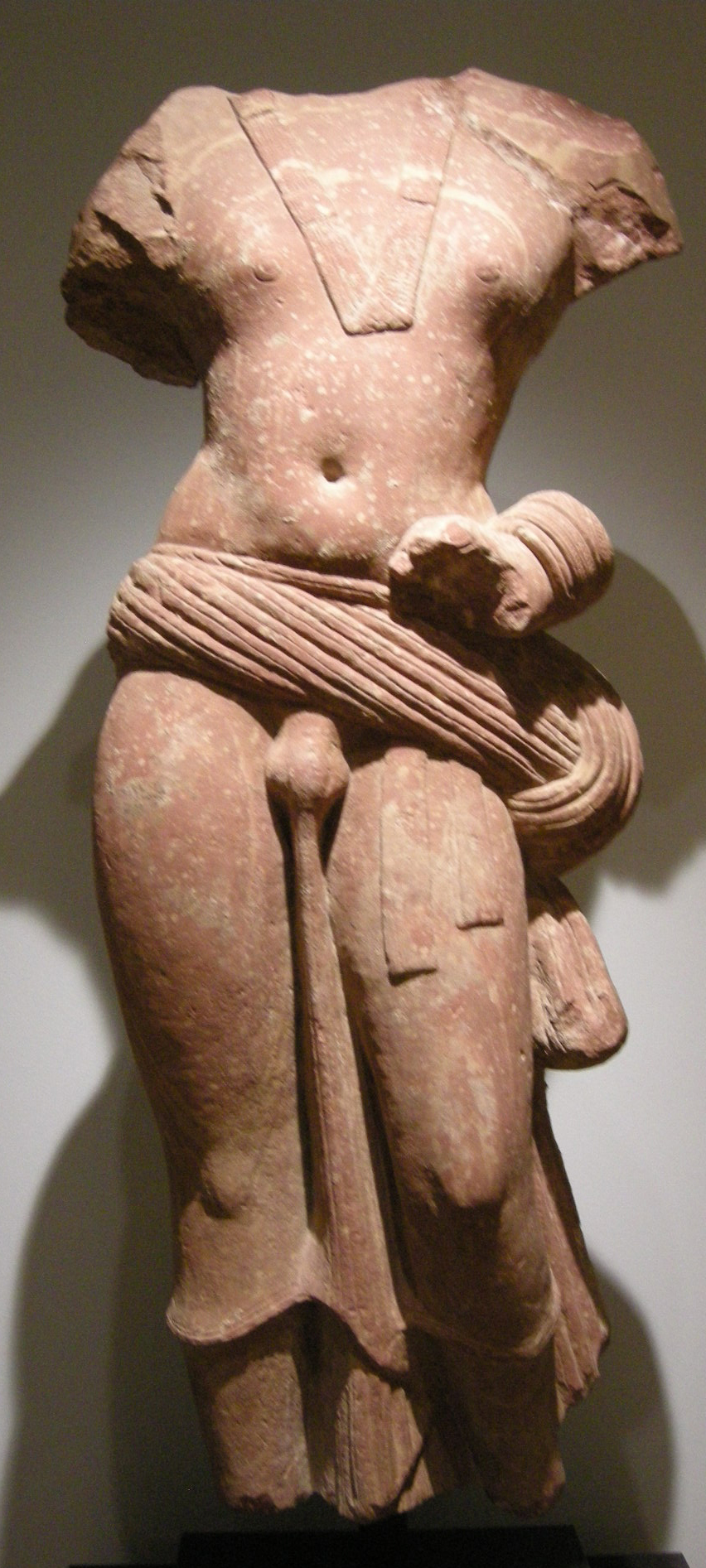
India, Mathora, Bodhisattva, periodo Kushan (II secolo d.C.)
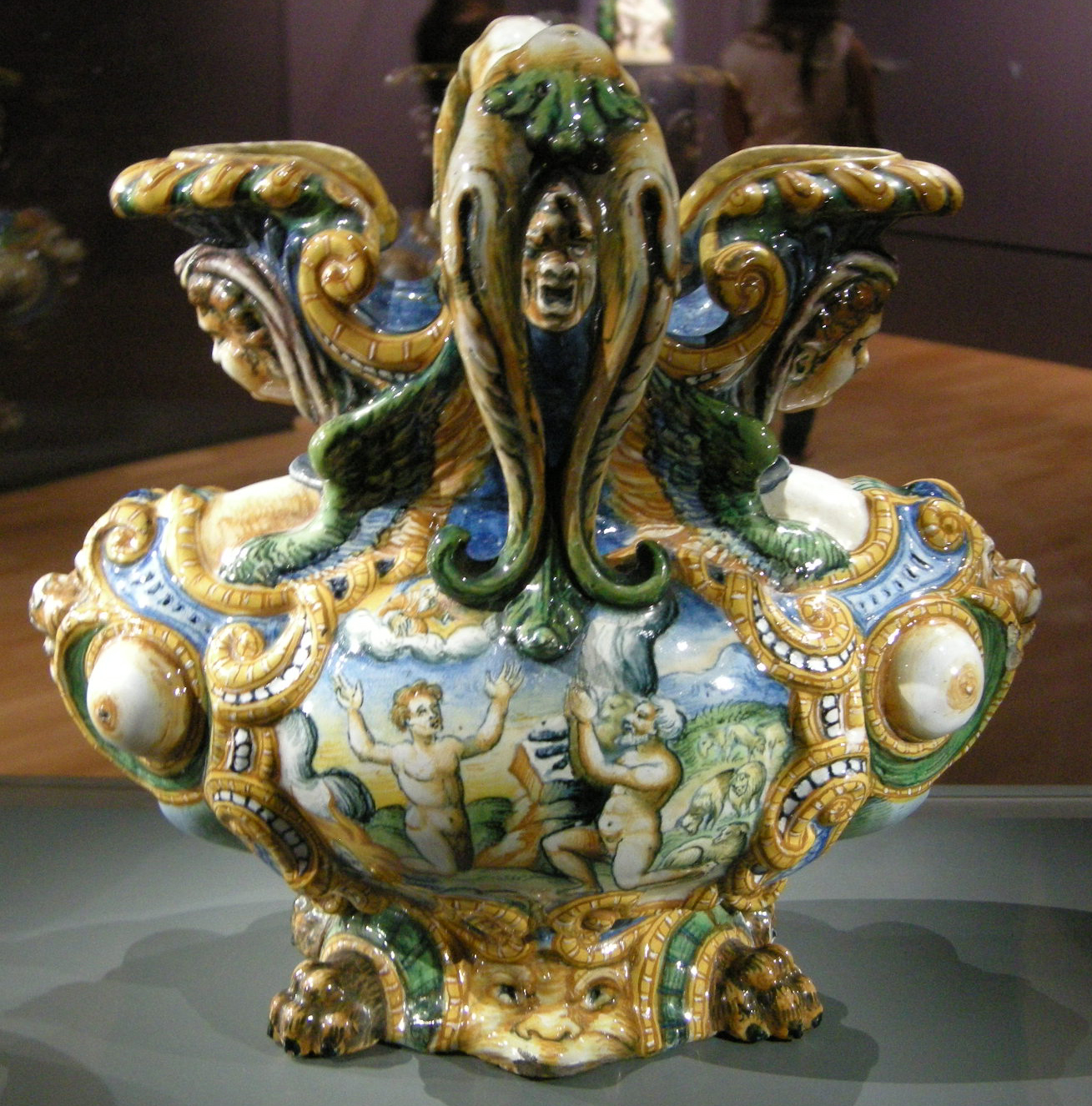
Maiolica di Urbino, bottega di Fontana e Patanazzi, vaso di Caino e Abele (1580 circa)
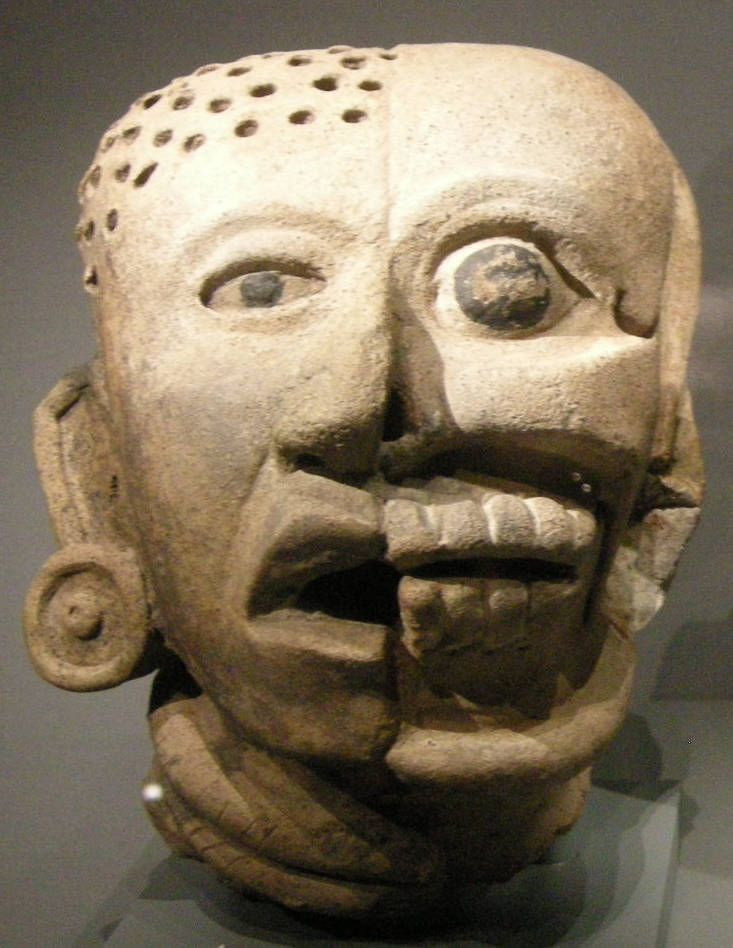
Da Veracruz, Testa con vita e morte (300-600 d.C.)
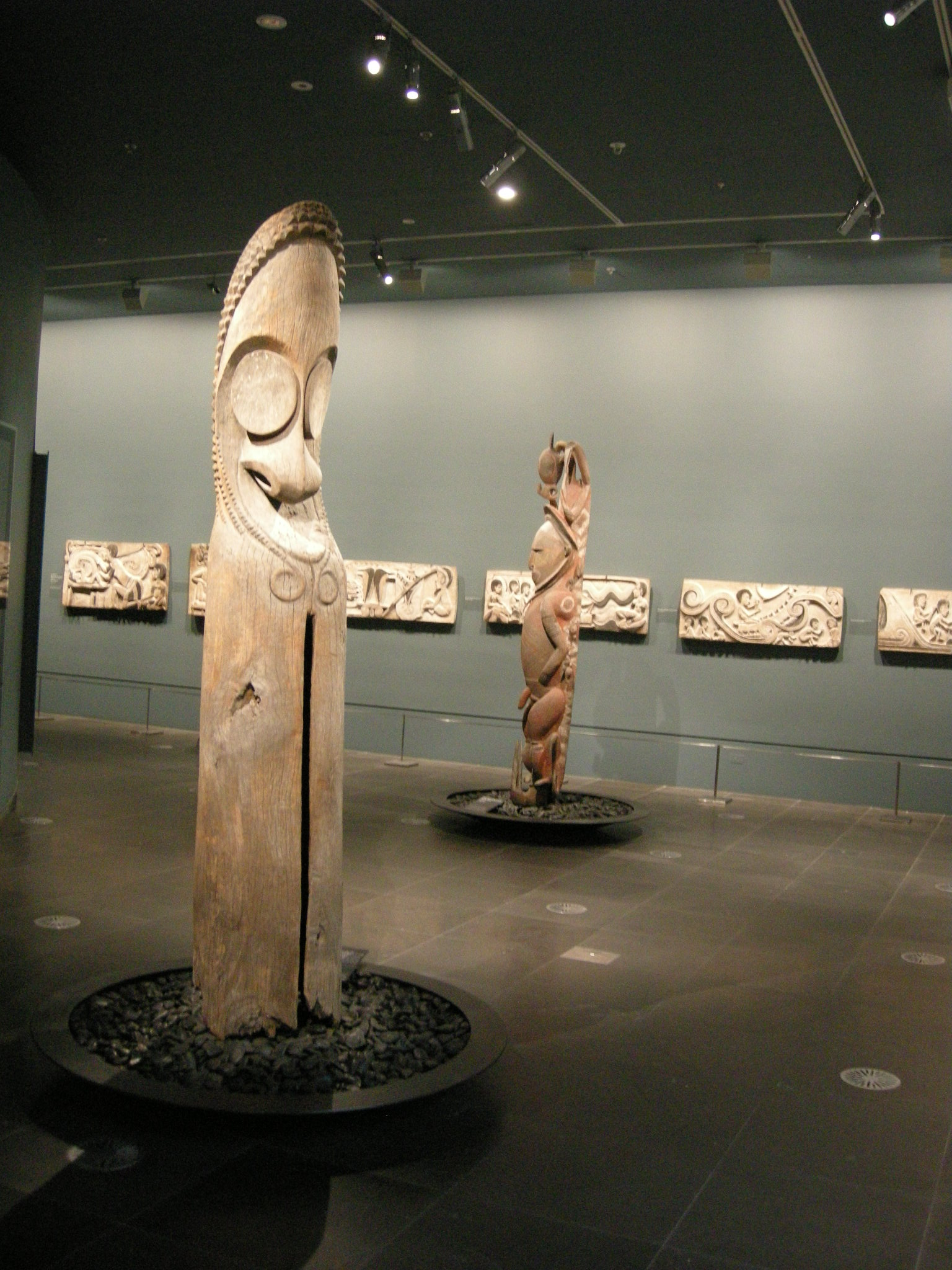
Sala dell'Oceania
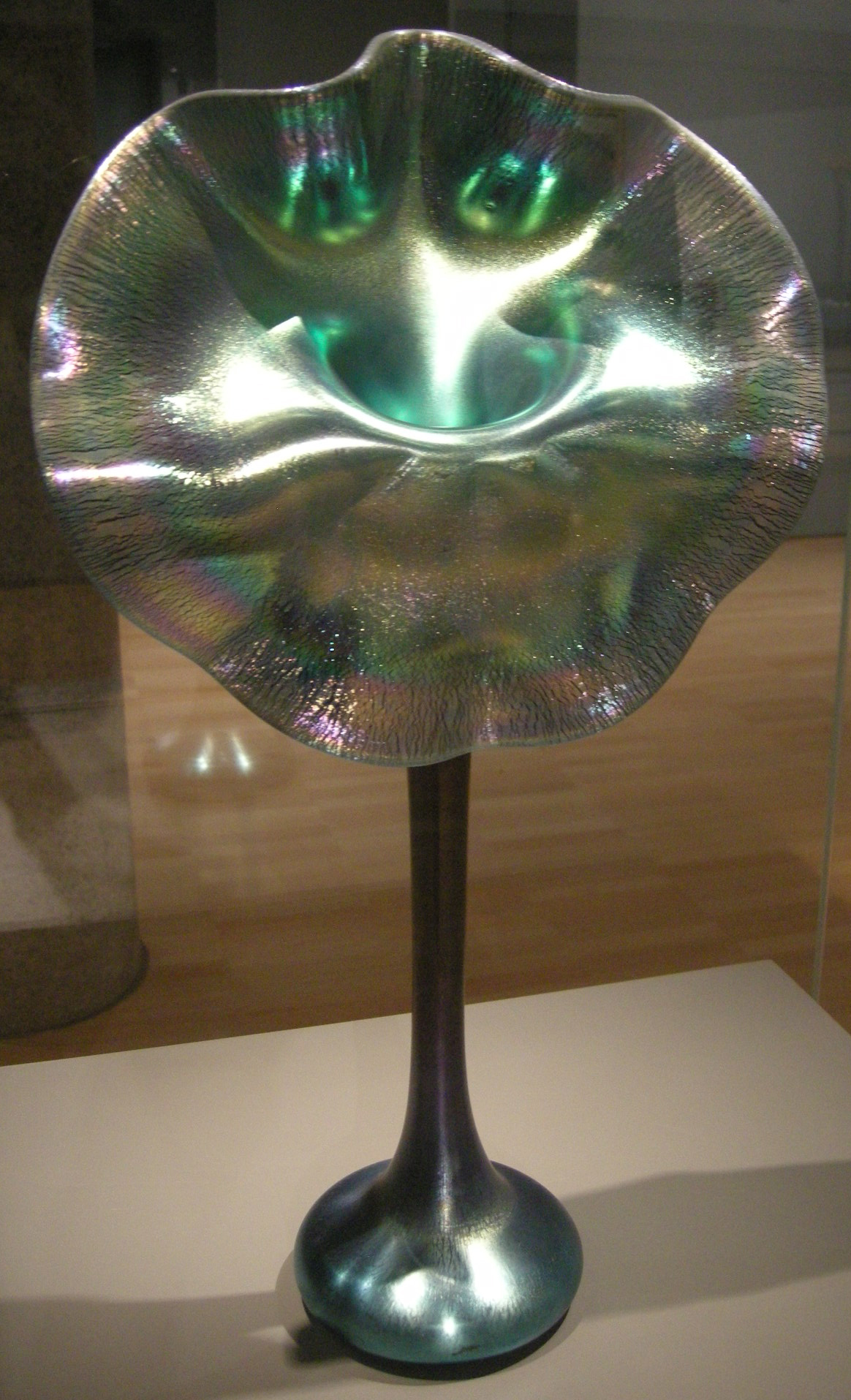
Louis Comfort Tiffany, Jack-in-the-pulpit vase (1913 circa)

### Dipinti

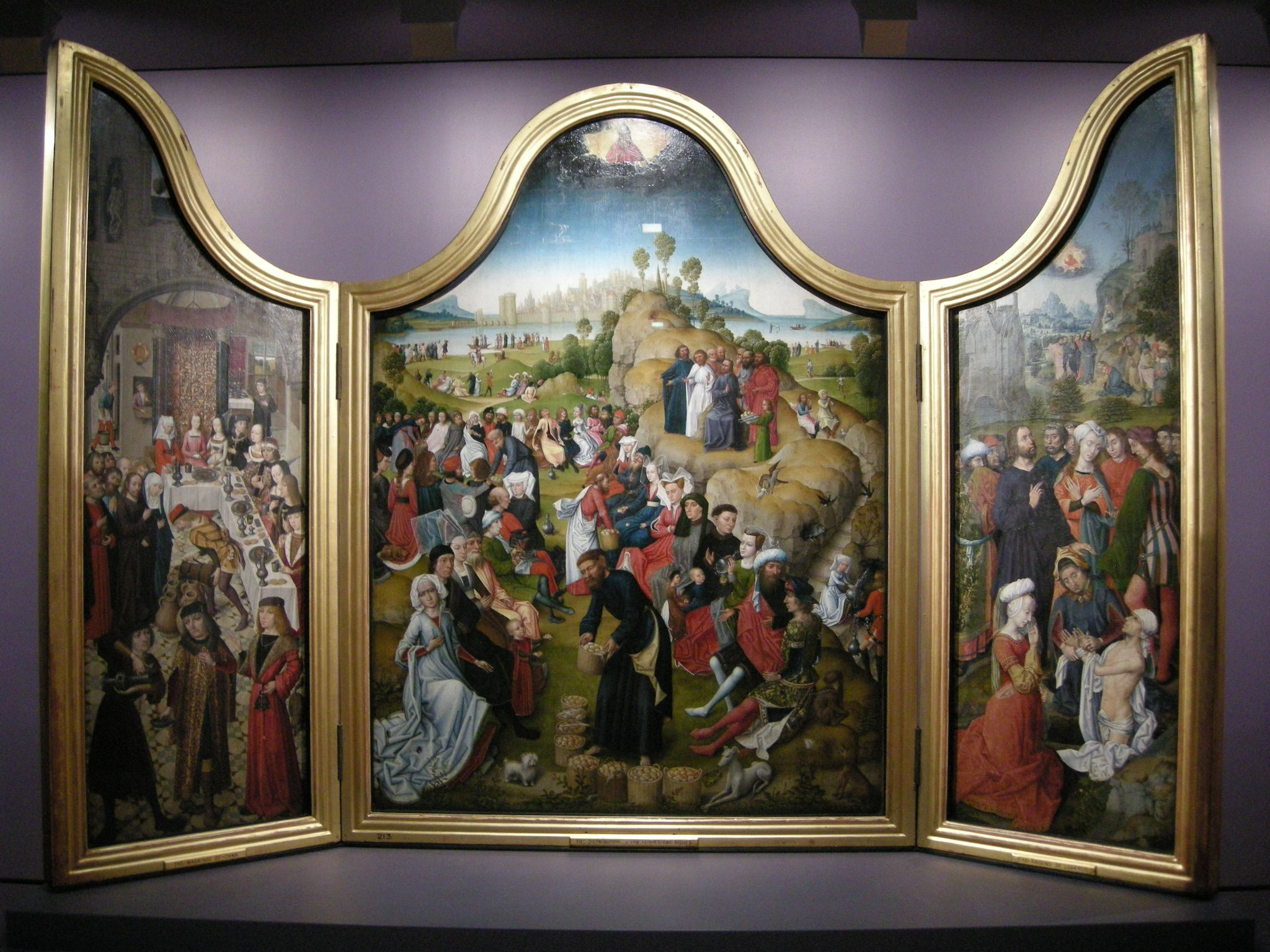
Bottega del Maestro della Leggenda di Santa Caterina, Trittico coi miracoli di Cristo
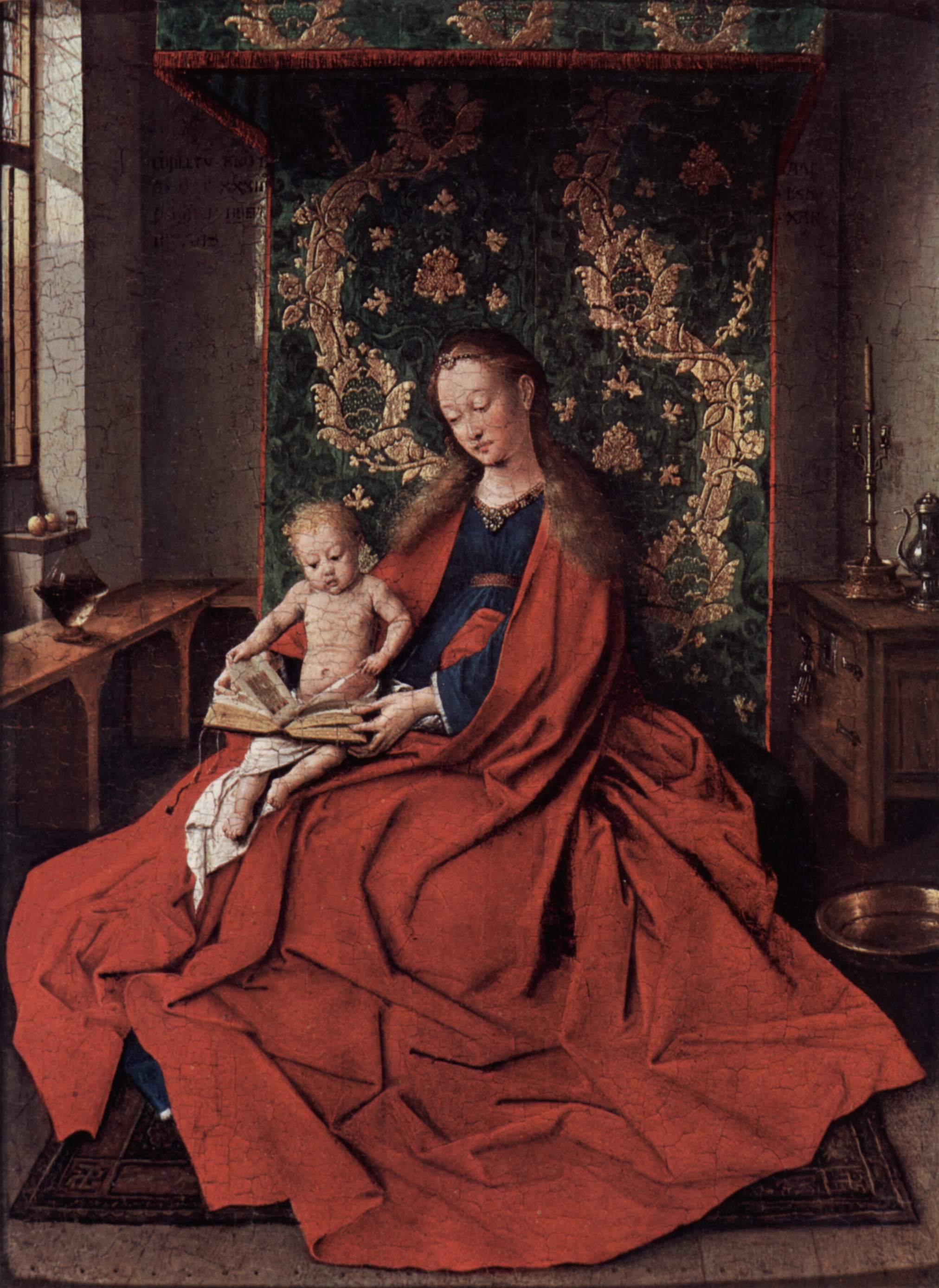
Jan van Eyck e aiuti, Madonna di Ince Hall (XV secolo)
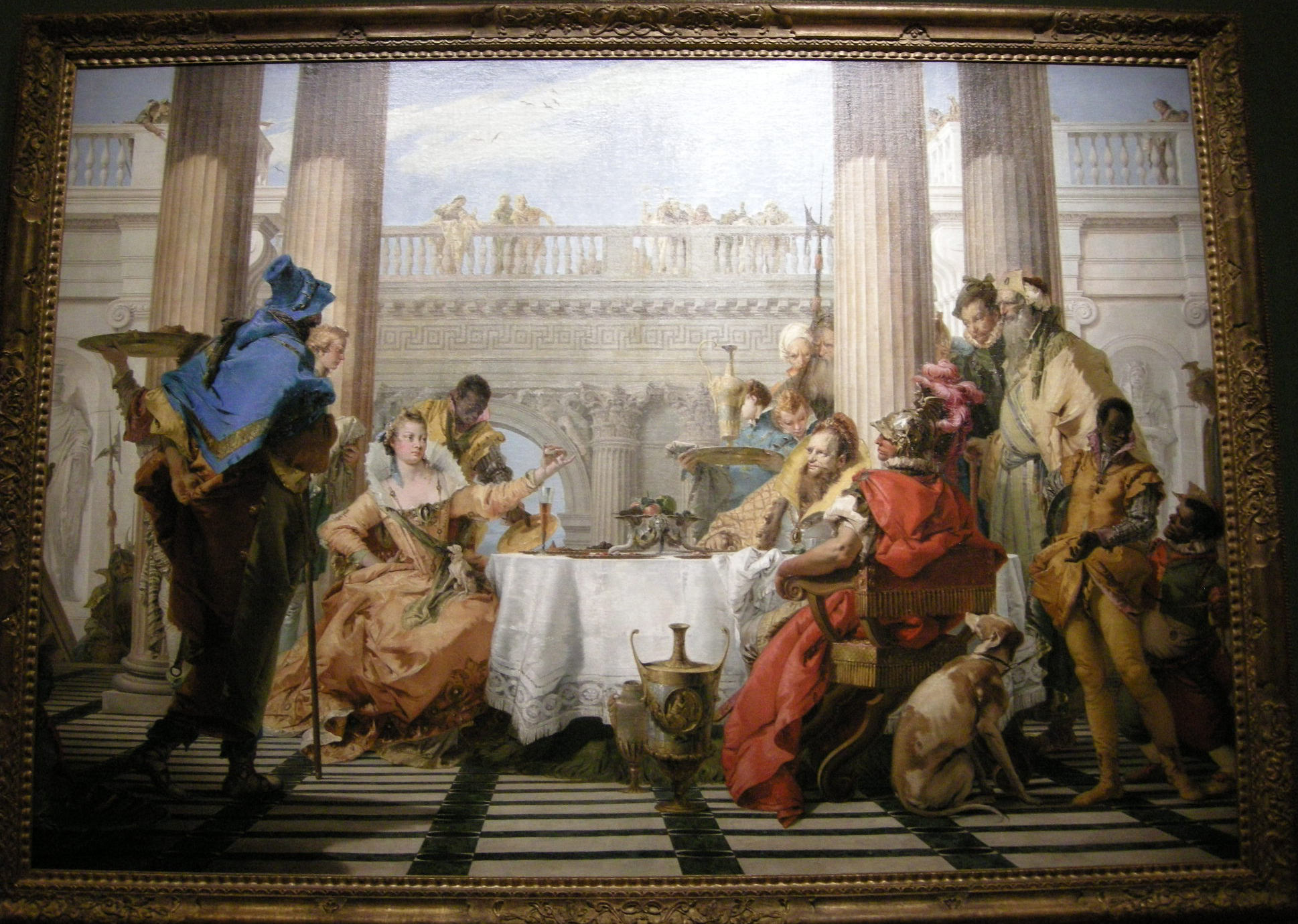
Giovanni Battista Tiepolo, Banchetto di Antonio e Cleopatra (1743-1744)
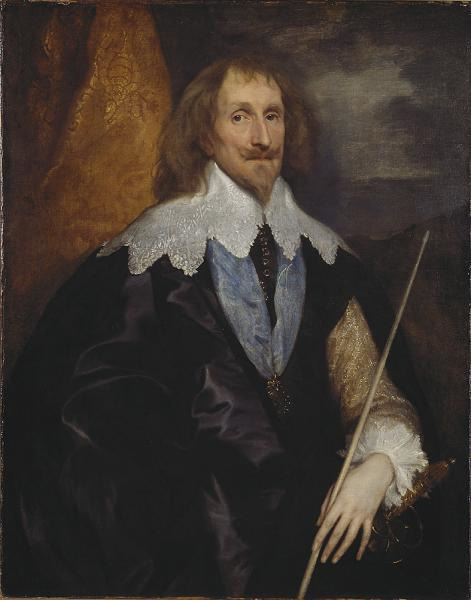
Antoon van Dyck, Ritratto di Philip Herbert, quarto conte di Pembroke
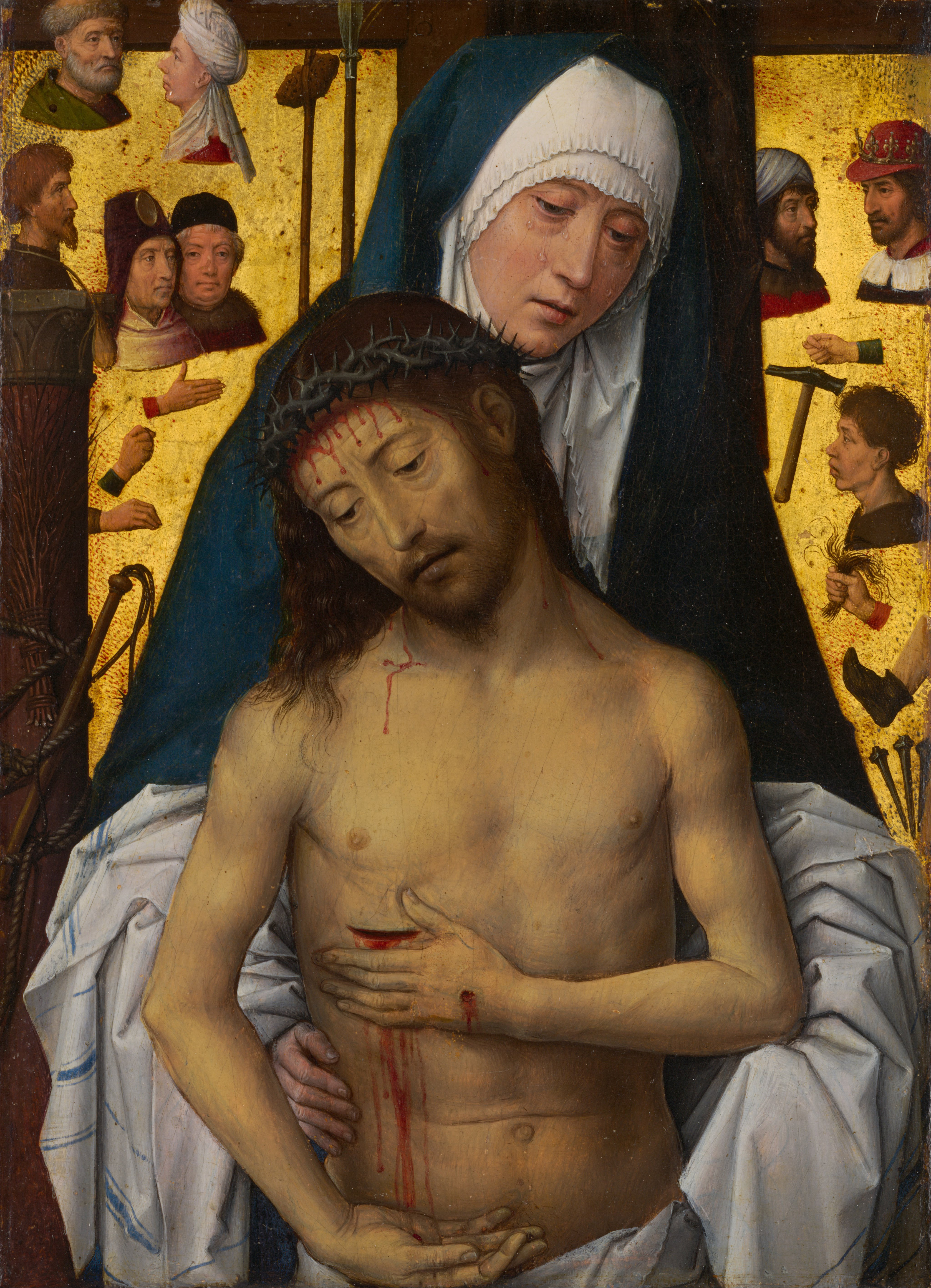
Hans Memling, Vergine che mostra il Cristo dolente
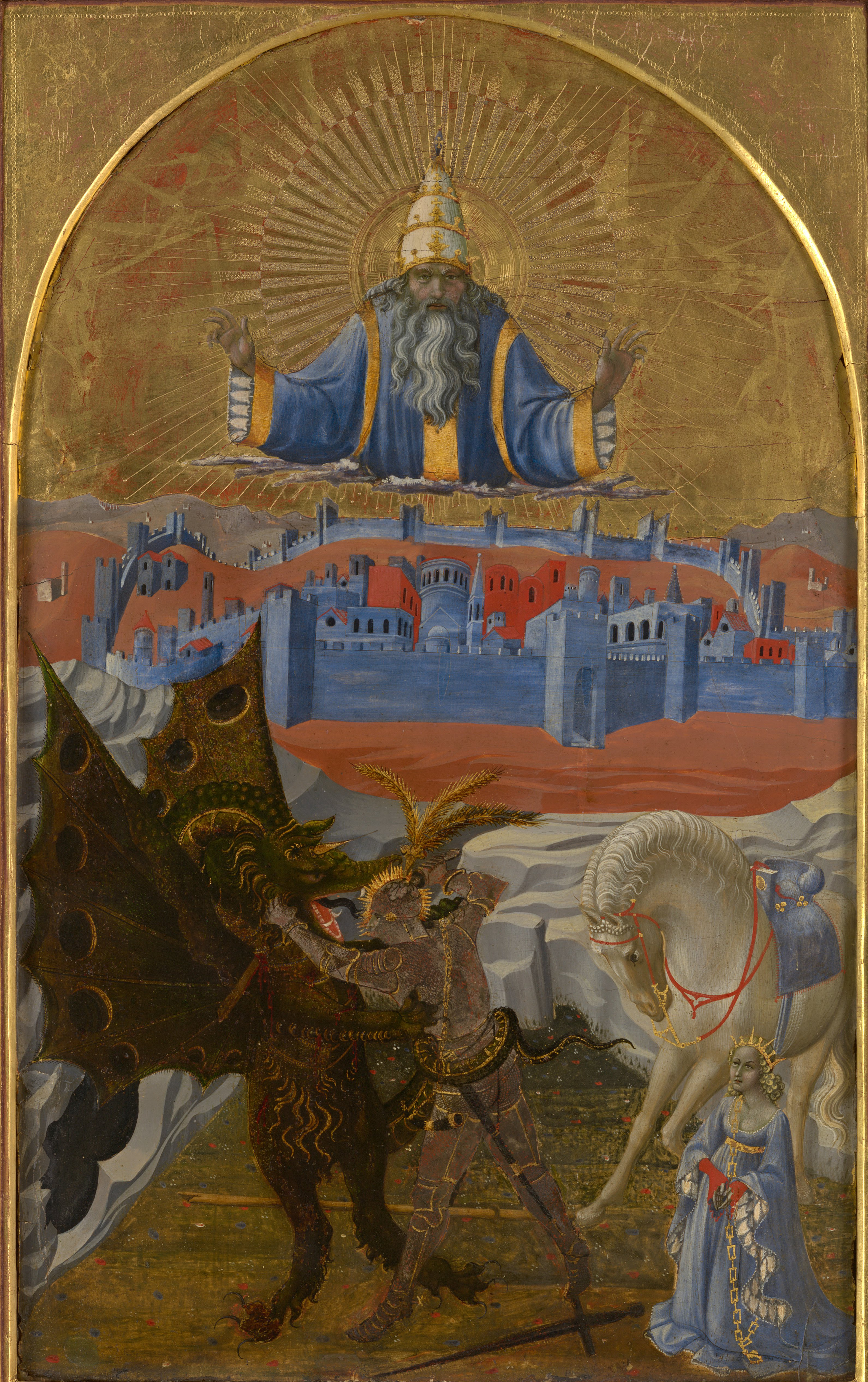
Paolo Uccello, San Giorgio e il drago

### Fotografie

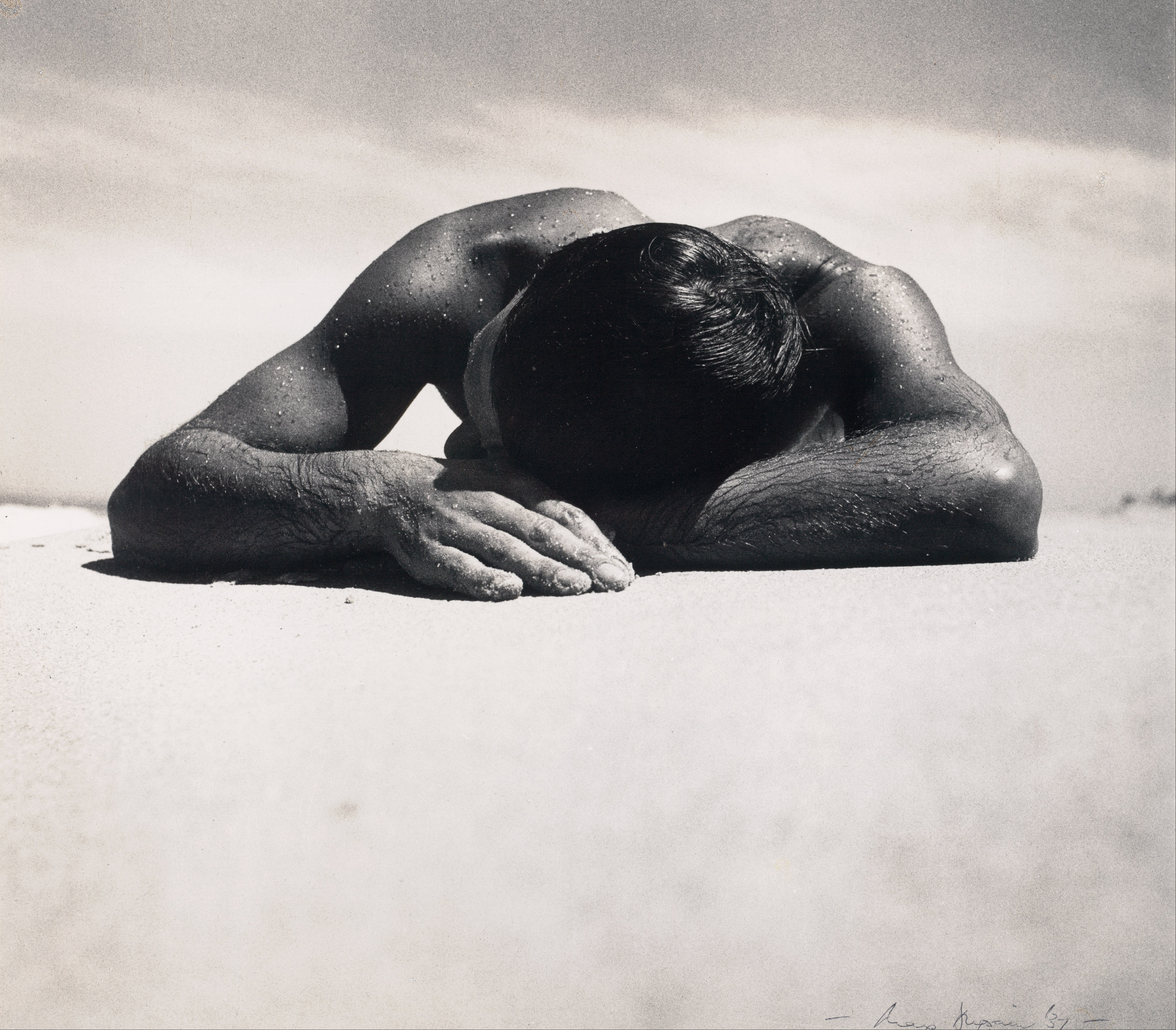
Olive Cotton, Sunbaker, 1937